# The Simpsons: Tapped Out
The Simpsons: Tapped Out (en algunos países conocido como Los Simpson: Springfield) fue un videojuego de descarga gratuita basado en la serie Los Simpson, disponible para IOS en la App Store y Android en el Google Play. El juego fue desarrollado y publicado por EA Mobile.
En 2013, EA informó que con la creación del juego ya han recaudado 23 millones de dólares estadounidenses.
El 26 de septiembre de 2024, EA deshabilitó las compras dentro de la aplicación, y anunció a los jugadores en la última actualización que el juego sería deshabilitado el 24 de enero de 2025, por lo que se comenzó a premiar a quienes aún tenían instalada la aplicación y seguían jugando con rosquillas gratis por cada año que estuvieron activos, además de obtener edificios, personajes y decoraciones exclusivas que hasta ese momentos solo podían ser obtenidas mediante dicha moneda.
Una vez llegado el 24 de enero, los servidores cayeron y el juego quedó totalmente inutilizable y no se puede jugar.

## Historia
Aburrido en su puesto de trabajo y jugando a un juego de simulación sobre elfos en su myPad (parodia de iPad), Homer descuida su estación de trabajo y accidentalmente causa una fusión en la planta nuclear, destruyendo por completo la ciudad de Springfield. Tirado y solo, él es el único responsable de reconstruir Springfield y traer de vuelta a sus familiares y vecinos. 
Tras el accidente de Homer y con la ciudad de Springfield arrasada, el jugador podrá manejar a Homer y al resto de personajes que vayan apareciendo a lo largo del juego con el objetivo de ir completando una serie de objetivos y, poco a poco, ir reconstruyendo la ciudad. 
El jugador podía reconstruir Springfield a su gusto ya que traía muchos edificios y decoraciones que se podían construir un número ilimitado de veces, tales como el restaurante "Traga y Resopla", algunas casas como la Azul, Naranja y Rosa y decoraciones como arbustos, árboles, ambulancias, fuentes, entre otros.

## Información del juego
El juego ofrecía una gran variedad de edificios que se podían comprar con dinero y/o rosquillas virtuales, algunos edificios contenían uno o dos personajes de la serie de Los Simpsons. También se podían agregar ríos, calles, pavimento y decoraciones interactivas en el juego. El jugador iba subiendo de nivel completando los objetivos, construyendo edificios y ayudando a amigos con sus Springfields personalizadas ganando experiencia y dinero. Si el usuario ingresaba con una cuenta Origin, podía visitar a los Springfields de sus amigos obteniendo dinero, experiencia y vandalizando los edificios de ellos. Por defecto había 'Otro Springfield' al que se podía acceder aunque no se tuviera una cuenta en Origin.

## Problemas con los servidores
Tiempo después del lanzamiento fue removido de la App Store debido a la saturación de los servidores de EA; además, el videojuego también contaba con muchos errores reportados por los usuarios. Pasado un mes no resolvieron ninguno de los problemas, ni tampoco la empresa salió a declarar sobre los fallos pero abrieron un foro para reportar errores. Meses después, la aplicación finalmente regreso a la App Store y luego de casi un año se volvió a publicar para Android en la tienda Google Play aunque en una versión anterior. En abril de 2013 llega para Android una actualización que permitía viajar a otros "Springfield".

## Actualizaciones
El juego era actualizado frecuentemente con actualizaciones de eventos con contenido limitado centrados en alguna festividad, temática, o para promover la serie con episodios que se estrenarían a futuro. 
El juego también actualizaba los niveles con nuevos personajes y edificios, hasta la actualización con el nivel 60, último nivel de la historia principal del juego, en cuya actualización se incluyeron niveles hasta el 939, donde los jugadores obtenían una rosquilla por cada aumento de nivel.

## Niveles extra
Desde que EA Mobile y Fox se dieron cuenta de que muchos de los usuarios de "Los Simpsons: Tapped Out" ya estaban o se acercaban al nivel máximo o final agregaron una característica al juego, la cual es que cuando se llega al nivel máximo el usuario tenga la posibilidad de llenar todo el nivel y poder ganar rosquillas gratis, al usuario se le dan tres cajas misteriosas a escoger. Si escoge la que contiene tres rosquillas las obtiene, si escoge la que tiene dos rosquillas las obtiene, si escoge la que contiene 1 rosquillas la obtiene pero tiene la posibilidad de poder abrir otra caja por solo $50.000 virtuales para cambiar el premio que obtuvo. El Nivel Máximo se reinicia al principio del nivel cuando se termina de escoger la caja. Después de la última actualización oficial que hubo para la historia principal del juego, los jugadores tienen esta característica una vez hayan llegado al nivel 939.